# Komplicerad sorg
Komplicerad sorg (engelska: prolonged grief disorder) karakteriseras av intensiv och långvarig sorg, med svårigheter att acceptera förlusten och att fortsätta livet utan den döde, vilket leder till lidande och funktionsnedsättning i det dagliga livet. Komplicerad sorg  har inkluderats som diagnoskategori i den senaste utgåvan av Världshälsoorganisationens International Classification of Diseases (ICD-11).